# 吕征宇
吕征宇，湖北十堰人，中华人民共和国汽车企业家。

## 生平
吕征宇毕业于武汉理工大学。1997年9月，进入福特中国。2006年4月，供职于中国通用汽车。2007年，担任中国法拉利销售总监。2010年6月，担任英菲尼迪中国及亚太区总经理，任内将中国成为英菲尼迪在全球的第二大市场。2015年1月，加盟乐视控股，出任乐视超级汽车（中国）有限公司副总裁。